# Candida (piesă)
Candida este o piesă de teatru de comedie scrisă de George Bernard Shaw în 1894 și publicată în 1898, ca parte a Plays Pleasant. 

## Personaje
În ordinea apariției
- Domnișoara Proserpine Garnett — secretara lui Morell
- Reverendul James Mavor Morell — un duhovnic și soțul Candidăi
- Reverendul Alexander (Lexy) Mill
- Domnul Burgess
- Candida
- Eugene Marchbanks